# Preah Khan Reach Svay Rieng FC
Preah Khan Reach Svay Rieng Football Club (llengua khmer: ក្លឹបបាល់ទាត់ព្រះខ័នរាជស្វាយរៀង ក្លឹបបាល់ទាត់), abans anomenat Preah Khan Reach FC fins al maig de 2013, és un club de futbol de Cambodja amb seu a Krong Svay Rieng, a la província de Svay Rieng, que juga a la màxima categoria del futbol cambodjà. El club ha guanyat 2 lligues (2013 i 2019) i 4 Copes Hun Sen (2011, 2012, 2015 i 2017).